# Хосе де Обальдія
Хосе Арсеніо Вісенте дель Кармен де Обальдія-і-Орехуела (ісп. José Arsenio Vicente del Carmen de Obaldía y Orejuela; 19 липня 1806 — 28 грудня 1889) — колумбійський державний і політичний діяч, віцепрезидент, виконувач обов'язків президента Республіки Нова Гранада в 1854—1855 роках.

## Біографія
Народився 1806 року в Сантьяго-де-Вераґуасі. Вивчав право в Центральному університеті Боготи, де здобув ступінь доктора права та політичних наук.
1 квітня 1851 року Хосе де Обальдію було обрано на пост віцепрезидента республіки Нова Гранада; президентом країни на той час був Хосе Іларіо Лопес. Під час відсутності останнього Обальдії довелось від 14 жовтня 1851 до 21 січня 1852 року виконувати обов'язки президента країни.
1 квітня 1853 року новим президентом країни став Хосе Марія Обандо (в республіці Нова Гранада вибори президента й віцепрезидента були рознесені на два роки). 17 квітня 1854 року генерал Хосе Марія Мело здійснив військовий переворот та заарештував президента. Хосе де Обальдія зумів сховатись на території американського посольства, а потім утік до Ібаге, де очолив уряд в екзилі. 22 вересня 1854 року Конгрес, що зібрався в Ібаге, оголосив імпічмент Обандо й формально позбавив його влади, залишивши Хосе де Обальдію виконувати обов'язки президента до звершення терміну його обрання. Громадянська війна завершилась зі взяттям Боготи 4 грудня 1854 року.
1 квітня 1855 року завершився термін обрання Хосе де Обальдії, й новим віцепрезидентом країни став Мануель Марія Мальяріно. Оскільки Конституція вимагала, щоб вибори президента й віцепрезидента були рознесені на два роки, то Мальяріно до 1857 року виконував обов'язки президента країни.
27 лютого 1855 року було створено Суверенний штат Панама. Після виходу у відставку з посту віцепрезидента Обальдія зайнявся політичною діяльністю в новому штаті та представляв його Конгресі.
Помер 1889 року в Панамі.
Син Хосе де Обальдії — Хосе Домінго де Обальдія — 1908 року став другим президентом незалежної Панами.